# San José de Quichinche
San José de Quichinche es la parroquia rural más grande del cantón Otavalo, perteneciente a la provincia de Imbabura, Ecuador.
Es una parroquia con más de cien años desde su fundación. Está situada a los pies del cerro Blanco y separada por tres kilómetros de carretera asfaltada, de la capital del cantón.
Está poblada en su mayoría por gente adulta mayor, debido a la migración de las jóvenes generaciones hacia las ciudades grandes como Otavalo, Ibarra, Quito y en menores proporciones hacia otras ciudades y poblados.
Tiene en sus inmediaciones a la fábrica cementera Lafarge,y desde el año 2014  del grupo peruano UNACEM elaboradora del cemento "Selva Alegre".
San José de Quichinche, se ha convertido en los últimos tiempos en un sitio de estadía de numerosos turistas extranjeros, que se sienten atraídos por el clima, la paz y la quietud que su paisaje les proporciona.
La zona se caracteriza por tener una belleza natural única con paisajes geográficos 
destacados como en el nudo de Mojanda,las lomas de alto Sigsicunga, Pisabo, 
Cambugan, Cuchicorral, Urcusiqui. A lo largo de Gualsaquí, Cumbas y  Achupallas 
se encuentran numerosas y profundas quebradas (barrancos) además grandes espacios planos. Hacia el occidente en la zona de páramo se inician las 
Cuencas Hidrográficas que conducen el agua hacia la zona costera.

## Historia
La zona de Quichinche estaba habitada en sus inicios por los pueblos de la confederación de Caranquis-Cayapas-Colorados que luego fue perdiendo sus características originales tras la conquista de los Incas. 
Después de la invasión Española estas tierras fueron pobladas por mestizos que fueron atraídos por el clima benigno y las tierras fértiles. 
El Terremotos del 16 de agosto de 1868, devastó la zona y causó la muerte de más de 50 
habitantes indígenas en las comunidades y en las haciendas donde trabajaban. 
Dentro de la parroquia de Quichinche existe 22 comunidades de mayor población 
Kichwa Otavalo y 1 comunidad corresponde a colonos de la provincia de Carchi, 
radicados desde varios años atrás; las mismas que son las siguientes: Achupallas, 
Agualongo, Asilla, Cambugan, Cutambi, Guachinguero, Gualsaquí, Huayrapungo, 
Inguincho, La Banda, Larcacunga, Minas Chupa, Motilón Chupa, Moraspungo, 
Muenala, Padre Chupa, Panecillo, Perugachi, San Francisco, Taminanga, Tangalí, 
Urcusiqui y Yambiro.
Las comunidades se originaron con los trabajadores de haciendas que se ubicaron a lo 
largo de la vía Intag y vía Selva Alegre.
Posteriormente con las diferentes luchas reivindicativas de los pueblos indígenas fueron 
comprando y adquiriendo unas pequeñas extensiones de terreno cultivable, como es el 
caso de Agualongo de Quichinche, Panecillo, Perugachi Cambugán.
El trabajo de las autoridades parroquiales y comunitarias ha permitido el desarrollo de la 
infraestructura de las comunidades de la zona de Quichinche.
Las primeras viviendas fueron de bareque, lodo, paja, puertas de bareque y carrizo; se 
observan en los actuales momentos este tipo de viviendas en menor escala en 
Huayrapungo, Padre Chupa, Motilón Chupa, Asilla, Urcusiqui, Minas Chupa; hay otras 
casa que son de adobe y teja, puertas de madera, últimamente se están cambiando al 
bloque y la teja o el eternit. El 79% de la vivienda rural es propia, el 4% arriendan las 
viviendas en la zona rural; el 10.30 son chozas de paja y bareque, el 69.39% son casas 
tradicionales de adobe y tapia, y el 20.31% corresponde a casas de materiales sólidos, 
como adobe, ladrillo y bloque.

## Fundación
Según Fernando Villaroel G, periodista del periódico, El Comercio (Ecuador), en su artículo escrito en 1978, dice: 
"San José de Quichinche, su período de fundación, data desde 1885 y es una de las parroquias más antiguas del cantón Otavalo, provincia de Imbabura. Se encuentra a escasos tres kilómetros de dicha ciudad, pero allí se vive ambiente de campo. Y como ha sucedido muchas veces, nadie supo explicarme el porqué del nombre".
Un poco de historia recabada de la lectura de la revista TALENTO HUMANO de la Casa de la Cultura Ecuatoriana "Benjamin Carrión " Núcleo de Imbabura.
Moradores de las aldeas de San José Quichinche 
y de San Juan de Illuman hicieron la petición de ser elevadas a la categoría de parroquias al Consejo
Municipal de Otavalo.
El Municipio de Otavalo en resolución del 12 de octubre de 1886 aceptó las peticiones para luego erigirlas en Parroquias civiles.
Por solicitud del Jefe Político  de Otavalo al Gobernador de la provincia de Imbabura y de este último al Gobierno Nacional, este aprobó su creación y publicación de la resolución en el Órgano Oficial  del Estado(de la época)"El Nacional" n.º 106 del lunes 25 de octubre de 1886.
Por amor y patriotismo a su terruño, San José de Quichinche cuenta con sus propios símbolos patrios; el escudo, creado por el Prof. Santiago Granda Almeida, quien inspirado por la belleza de la tierra que lo vio crecer quiso dar realce a este "Paraíso Escondido en los Andes". También forma parte de los símbolos parroquiales la bandera con sus colores verde y blanco, creado por el Prof. Adriano Núñez y su himno con la letra de Sr. Luis E. Jaramillo y música del Prof. Germán Proaño.

## Fiestas Principales
- Las "Fiestas de San José", fiestas patronales.
- Las "Fiestas de Octubre", fundación parroquial.

## Helados exóticos una nueva forma de turismo
- "HELADERÍA UN RINCONCITO DE QUICHINCHE  ",Blanca Erazo, propietaria de la Heladería lleva en el negocio de la venta de los helados por más de 20 años, en los que ha visto crecer su negocio, gracias a la imaginación para crear diferentes sabores, lo que ha convertido a este negocio, ubicado en la parroquia de San José de Quichinche, en un sitio muy visitado por las personas de diferentes lugares del país y del exterior posee sabores tradicionales como: mora, chocolate, come y bebe, los exóticos como el queso, morocho, aguacate,mango picante. También una línea de sabores con licor entre los que están: choco-ron, whisky con pasas entre otros, también los helados fritos más de 60 sabores para disfrutar.

- Datos: Q609056